# Amanitaceae
Amanitaceae (ou família dos amanitas) é uma família de fungos pertencentes à ordem Agaricales. A família é composta essencialmente pelo género Amanita. Inclui, no entanto, os géneros menos representativos Limacella e Torrendia.
Os trabalhos na área da micologia apresentam uma grande divergência no que diz respeito às definições de famílias, e o Index fungorum classifica estes fungos como parte da família Pluteaceae. Durante muito tempo, foram considerados como pertencentes à família Agaricaceae.
As espécies deste grupo são normalmente encontradas em bosques, onde emergem a partir do solo de estruturas em forma de ovo, formadas pelo micélio.
Esta família contém várias espécies conhecidas pela sua comestibilidade e sabor, enquanto outras são conhecidas pelo seu veneno mortal. Mais de metade dos casos de envenenamento por cogumelos advém da ingestão de membros deste grupo.

## Ver também

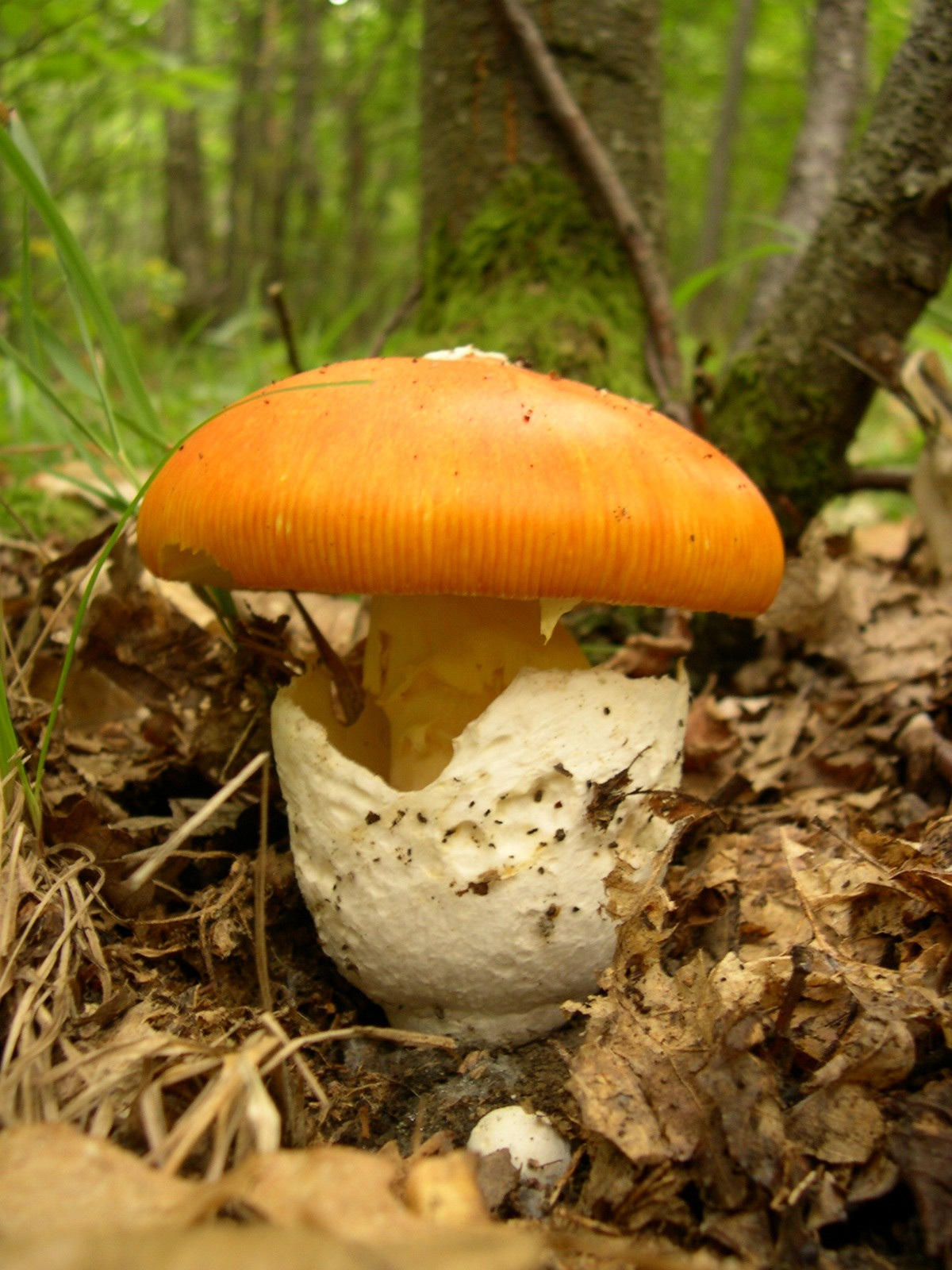
Amanita caesarea.

## Algumas das espécies em Amanitaceae
- Amanita caesarea, cogumelo-dos-césares
- Amanita muscaria
- Amanita rubescens
- Amanita pantherina
- Amanita phalloides
- Amanita velosa
- Amanita virosa
- Limacella solidipes